# Juan Bautista Otero
 (février 2025).
Si vous disposez d'ouvrages ou d'articles de référence ou si vous connaissez des sites web de qualité traitant du thème abordé ici, merci de compléter l'article en donnant les références utiles à sa vérifiabilité et en les liant à la section « Notes et références ».
 (février 2025).
La mise en forme du texte ne suit pas les recommandations de Wikipédia : il faut le « wikifier ».
Les points d'amélioration suivants sont les cas les plus fréquents. Le détail des points à revoir est peut-être précisé sur la page de discussion.
- Les titres sont pré-formatés par le logiciel. Ils ne sont ni en capitales, ni en gras.
- Le texte ne doit pas être écrit en capitales (les noms de famille non plus), ni en gras, ni en italique, ni en « petit »…
- Le gras n'est utilisé que pour surligner le titre de l'article dans l'introduction, une seule fois.
- L'italique est rarement utilisé : mots en langue étrangère, titres d'œuvres, noms de bateaux, etc.
- Les citations ne sont pas en italique mais en corps de texte normal. Elles sont entourées par des guillemets français : « et ».
- Les listes à puces sont à éviter, des paragraphes rédigés étant largement préférés. Les tableaux sont à réserver à la présentation de données structurées (résultats, etc.).
- Les appels de note de bas de page (petits chiffres en exposant, introduits par l'outil «  Source ») sont à placer entre la fin de phrase et le point final[comme ça].
- Les liens internes (vers d'autres articles de Wikipédia) sont à choisir avec parcimonie. Créez des liens vers des articles approfondissant le sujet. Les termes génériques sans rapport avec le sujet sont à éviter, ainsi que les répétitions de liens vers un même terme.
- Les liens externes sont à placer uniquement dans une section « Liens externes », à la fin de l'article. Ces liens sont à choisir avec parcimonie suivant les règles définies. Si un lien sert de source à l'article, son insertion dans le texte est à faire par les notes de bas de page.
- La présentation des références doit suivre les conventions bibliographiques. Il est recommandé d'utiliser les modèles {{Ouvrage}}, {{Chapitre}}, {{Article}}, {{Lien web}} et/ou {{Bibliographie}}. Le mode d'édition visuel peut mettre en forme automatiquement les références.
- Insérer une infobox (cadre d'informations à droite) n'est pas obligatoire pour parachever la mise en page.

Pour une aide détaillée, merci de consulter Aide:Wikification.
Si vous pensez que ces points ont été résolus, vous pouvez retirer ce bandeau et améliorer la mise en forme d'un autre article.
 (février 2025).
Pour les articles homonymes, voir Otero.
Juan Bautista Otero, connu aussi sous le nom de Joan-Baptista Otero (Madrid, 1964), est un chef d'orchestre, éditeur musical, metteur en scène et écrivain catalan. Spécialisé dans l'interprétation et la récupération du patrimoine musical scénique catalan et européen du XVIIIe siècle, Otero a dirigé les premiers enregistrements mondiaux complets d'opéras de Domènec Terradellas, de Nicola Porpora et Martín i Soler, récompensés par l'Académie Nationale du Disque Lyrique de France. Éditeur général,, en premières éditions critiques, d'œuvres de Caldara, D. Scarlatti, Porpora, Conforto, Terradellas ou Marianna Martínes, entre autres. Il est l'auteur de deux romans et d'un recueil de nouvelles.

## Biographie
Né en 1964 à Madrid et installé à Barcelone quelques mois plus tard, il y apprend les rudiments de la musique et du chant avec Margarida Sabartés. En 1990, il part en Suisse pour approfondir sa formation de chanteur, d'abord au Conservatoire Supérieur de Neuchâtel, auprès de Rosmarie Meister, puis à la Schola Cantorum Basiliensis, où il se spécialise dans la musique médiévale et baroque, les complétant avec Nigel Rogers, Dominique Vellard, René Jacobs (chant) et Karin Smith (musicologie), Hans Martin Linde et Johann Sonnleitner (direction d'orchestre), et plus tard avec Peter Kooy (chant) à Hanovre.
Intéressé par la récupération et la diffusion de la musique baroque catalane et européenne, il fonde en 1987 l'Ensemble Beatus Ille, un orchestre de chambre axé sur l'interprétation avec des instruments originaux - tendance interprétative naissante dans toute l'Europe. Dans les années 1990, il interprète et dirige des œuvres d'Antoni de Lliteres ('Los Elementos', 1992), Antonio Vivaldi ('Gloria e Imeneo', 'La Senna Festeggiante', 1993), Davide Pérez ('Officium Defuctorum', 1994), Martín i Soler ('L'Arbore di Diana', 1995-1996, 'Il Sogno', mise en scène, Palau de la Música de Valencia, 2001), en tant que chanteur soliste, avec la direction ou la participation de musiciens comme Alessandro de Marchi, Marcel Pérès ou Christina Pluhar, entre autres.
Ce projet musical a été la base de la Reial Companyia Òpera de Cambra de Barcelona', RCOC, fondée en 1998 avec l'acteur Isidro Olmo et le poète Manuel Forcano. Un orchestre spécialisé dans la récupération du patrimoine et l'interprétation de la musique de scène des XVIIe – XVIIIe siècles. Avec RCOC, il a dirigé et édité des œuvres de Domènec Terradellas (Artaserse, Amphithéâtre du Festival Grec de Barcelone 1998), en tant que metteur en scène, travaillant avec des scénographes tels que Maria Elena Roqué ou Joaquim Roy. Comme chef d'orquestre et metteur en scène, avec des opéras de Domenico Scarlatti (Eco e Narciso, Festival d'Aranjuez 2003) , Mariana Martínez (Retrato de una compositora, Festival d'automne de Madrid, 2006) ) et l'opéra seria Ifigenia in Aulide de Martín i Soler (Festival d'Úbeda y Baeza). En mai 2005, il dirige la production et l'enregistrement de l'opéra Orlando de Porpora en coproduction pour le Festival d'Aranjuez et le Festival de Sarrebourg-Le Couvent pour le label K617.
Pour la saison 2006-2007, il dirige Ifigenia in Áulide de Martín i Soler - toujours pour le Festival de Sarrebourg avec l'enregistrement pour K617-Harmonia Mundi ; et Aminta, il re pastore d'Antonio Mazzoni , une production pour le Tage alter Musik Herne-WDR3 Festival (Allemagne), pour laquelle il a reçu l'Orphée d'Or 2008, décerné par l'Académie Nationale du Disque Lyrique de France, ainsi que le Diamant, d'Opéra Magazine.
En 2009-2014 il a réalisé les premiers enregistrements mondiaux des opéras de Terradellas Artaserse, au Palau de la Música de Barcelone et  Sesostrià L'Auditori de la capitale catalane, et les cantates scéniques de Martín i Soler Il Sogno et La Dora festeggiante à l'Auditorium du Conservatoire du Liceu. Avec la sortie d'Artaserse, Joan-Baptista Otero a reçu une nouvelle fois un Orphée d'Or par l'Académie du Disque Français lors de son édition 2018, et est devenu le seul chef d'orchestre catalan, avec Jordi Savall, à remporter ce prix à quatre reprises consécutives.
Otero a écrit articles spécialisés pour des magazines comme Goldberg (auteur de l'essai monographique sur Martin i Soler), Amadeus, et comme éditeur général il a développé pendant trente ans un travail de recherche et d'édition. Ses éditions critiques urtext du repertoire de musique scénique du XVIIIe siècle se trouvent dans les bibliothèques nationales de Berlin, Dresde, British Library, Bibliothèque nationale autrichienne, bibliothèque publique de New York, aux bibliothèques universitaires de Yale, Berkley, Ann Arbor ou Sydney.
En 2018, Otero a été candidat à la direction artistique de L'Auditori de Barcelone et en 2019. Il a présenté, avec Manuel Forcano, une candidature à la direction artistique du Gran Teatre del Liceu de Barcelone.
Depuis 2018, Otero continue son travail d'écrivain, avec la production d'œuvres soumises à plusieurs prix. Les plus récents :
- Mémoires de l'envie - Roman. Barcelone, 2023. (Finaliste Prix Sant Jordi, 2023 ; finaliste Prix Pin i Soler de Tarragone, 2023).
- Réinvention - Recueil de nouvelles. Barcelone, 2023.
- Un peu de beaucoup et beaucoup de rien - Roman. Barcelone, 2024 (Prix Sant Jordi Sélectionné, 2024)

## Enregistrements
- Eco e Narciso - Domenico Scarlatti - Opéra, Festival d'Aranjuez, 2003. 2 CD. RCOC Records Barcelone, 2015. Distribution Harmonia Mundi. Solistes : Stéphanie D'Oustrac, Olga Pitarch. Direction musicale : Joan-Baptista Otero.
- Orlando - Nicola Porpora - Opéra, Festival d'Aranjuez, 2005. 2 CD et 1 DVD. Première édition, 2005. K617 (France). Distribution, Harmonia Mundi. Solistes : Robert Expert, Olga Pitarch, Betsabée Haas. Direction musicale : Joan-Baptista Otero.
- Ifigenia in Aulide - Vicente Martin y Soler - Opéra, Festival de Sarrebourg, France. 2 CD. Première édition, 2006. K617 (France). Distribution, Harmonia Mundi. Solistes : Olga Pitarch, Betsabée Haas, Leif Aruhn-Solén, Marina Pardo, Céline Ricci. Direction musicale : Joan-Baptista Otero.
- Retrato de una compositora - Marianna Martinez - Cantates scéniques - Festival d'automne de Madrid - 2008/ RNE, Teatro Falla, Cadix. Solistes : Gaëlle Méchaly, Céline Ricci, Kenneth Weiss. Direction musicale : Joan-Baptista Otero.
- Aminta - Antonio Mazzoni - Opéra, production pour la radio allemande, WDR3, 2 CD. Première édition, 2006. K617 (France). Distribution, Harmonia Mundi. Solistes : Anna Maria Panzarella, Céline Ricci, Leif Aruhn-Solén, Delphine Gillot, Marina Pardo. Direction musicale : Joan-Baptista Otero.
- Artaserse - Domènec Terradellas - Opéra, Festival de Sarrebourg, France, 2008. Enregistrement au Palau de la Música de Barcelone, 2008. 3 CD. Première édition, RCOC Records Barcelone, 2008. Distribution Harmonia Mundi. Solistes : Anna Maria Panzarella, Céline Ricci, Sunhae Im, Agustí Prunell-Friend, Mariví Blasco. Direction musicale : Joan-Baptista Otero.
- Il sogno - La dora festeggiante - Vicente Martin i Soler - Cantates de scène, Auditorium du Conservatoire du Liceu, Barcelone, 2010. 2 CD. Première édition, RCOC Records Barcelone, 2010. Distribution Harmonia Mundi. Solistes : Sunhae Im, Raffaella Milanesi, Magnus Staveland. Direction musicale : Joan-Baptista Otero.
- Sesostri - Domènec Terradellas - Opéra, L'Auditori de Barcelona, 2011. 3 CD. Première édition, RCOC Records Barcelone, 2011. Distribution Harmonia Mundi. Solistes : Sunhae Im, Alexandrina Pendatchanska, Kenneth Tarver, Ditte Andersen, Tom Randle, Raffaella Milanesi. Direction musicale : Joan-Baptista Otero.
- Solimano - Davide Perez - Opéra, L'Auditori de Barcelona - Festival de Grenade, 2011. Extraits inédits. 2 CD. Première édition inachevée, 2011. RCOC Records Barcelone, 2011. Solistes : Magnus Staveland, Sunhae Im, Xavier Sabata, Karina Gauvin, Mari Eriksmoen, Luciano Botelho. Direction musicale : Joan-Baptista Otero.

## Éditions

### Domènec Terradellas(1713-1751) - Œuvres scéniques complètes - 6 volumes publiés
- Sesostri - Rome, 1751. Éditions : Barcelone, 2000, 2010. ISMN : 979-0-69223-000-7
- Merope - Rome, 1743. Édition : Barcelone. 2012.  (ISBN 979-0-69223-001-4)
- Artaserses - Venise, 1744. Éditions : Barcelone, 2008, 2012. ISMN : 979-0-69223-002-1
- Astarto, tome 1. Rome, 1739. Édition : Barcelone, 2018 ISMN : 979-0-69223-051-9
- Astarto, tome 2. Rome, 1739. Édition : Barcelone, 2019 ISMN : 979-0-69223-052-6
- Annibale-Mitridate-Bellerofonte. Trilogie de Londres , 1746. Barcelone, 2013 ISMN: 979-0-69223-029-8

### Vicente Martin y Soler(1754-1806) - Œuvres scéniques complètes - 6 volumes publiés
- Ifigenia in Aulide. Naples, 1779. Éditions : Barcelone, 1999 et 2013 ISMN : 979-0-69223-014-4
- Ipermestra. Naples, 1779. Éditions : Barcelone, 2000 et 2012 ISMN : 979-0-69223-017-5
- Andromaca. Turin, 1780. Édition : Barcelone, 2025 ISMN : 979-0-69223-019-9
- L'Arbore di Diana. Vienne, 1787. Éditions : Barcelone, 1996, 2002 et 2013 ISMN : 979-0-69223-018-2
- Il Sogno - La Dora festeggiante. Cantates. Vienne-Turin, 1744.Barcelone, 2006 et 2013 ISMN: 979-0-69223-015-1
- Vologeso. Turin, 1744. Édition : Barcelone, 2016 ISMN : 979-0-69223-043-4
- Didon abandonnée. St. Pétersbourg, 1792. Ballet. Barcelone, 2016 ISMN: 979-0-69223-045-8

### Nicola Porpora(1686-1768) - Œuvres scéniques complètes - 15 volumes publiés
- Gli orti esperidi. Serenata. Naples, 1721. Édition : Barcelone, 2012 ISMN : 979-0-69223-004-5
- Angelica. Serenata. Naples, 1720. Barcelone, 2006, 2013 ISMN: 979-0-69223-024-3
- Semiramide riconosciuta. Venise, 1729. Barcelone, 2013 ISMN: 979-0-69223-025-0
- Arianna in Nasso. Londres, 1733. Barcelone, 2014 ISMN: 979-0-69223-034-2
- Enea nel Lazio. Londres, 1734. Barcelone, 2015 ISMN: 979-0-69223-036-6
- Agrippina. Naples, 1708. Barcelone, 2018 ISMN: 979-0-69223-037-3
- Siface. Venise, 1725. Barcelone, 2013 ISMN: 979-0-69223-042-7
- Il Genio. Sérénade. Rome, 1712. Barcelone, 2020 ISMN: 979-0-69223-058-8
- La Iole. Sérénade. Naples, 1711. Barcelone, 2020 ISMN: 979-0-69223-057-1
- Dido abandonata, I. Reggio Emilia, 1725. Barcelone, 2018 ISMN: 979-0-69223-050-2
- Didon abandonnée, II. Reggio Emilia, 1725. Barcelone, 2018 ISMN: 979-0-69223-053-3
- Adelaide. Rome, 1723. Barcelone, 2020 ISMN: 979-0-69223-059-5
- Imeneo. Opéra en 3 actes. Naples, 1723. Barcelone, 2019 ISMN: 979-0-69223-055-7
- Statira. Venise, 1742. Barcelone, 2022 ISMN : 979-0-69223-056-4
- Filandro. Dresde, 1747. Barcelone, 2021 ISMN : 979-0-69223-060-1

### Marianne von Martinez(1744-1812) Œuvres scéniques complètes - 6 volumes publiés
- Cantates, I. Vienne, 1772-86. Éd. : Barcelone, 2001-2013 ISMN : 979-0-69223-020-5
- Cantates, II. Vienne, 1767. Barcelone, 2014 ISMN: 979-0-69223-031-1
- Cantates, III. Vienne, 1767. Barcelone, 2014 ISMN: 979-0-69223-035-1
- Cantates, IV. Vienne, 1767. Barcelone, 2014 ISMN: 979-0-69223-030-4
- Œuvres sacrées diverses. Vienne, 1768-1774. Barcelone, 2017 ISMN: 979-0-69223-048-9
- Isaac, figura del redentore. Oratorio. Vienne, 1781. Barcelone, 2015 ISMN: 979-0-69223-032-8

### Antonio CALDARA(1670-1736) - Œuvres scéniques créées pour Barcelone - 2 volumes publiés
- Scipione nelle Spagne. Barcelone, 1708-Vienne, 1722. Barcelone, 2016. ISMN: 979-0-69223-009-0
- L'Atenaide. Barcelone, 1709-Vienne, 1714. Barcelone, 2013 ISMN: 979-0-69223-041-0

### Bibliothèque FARINELLI (1705-1782) - Œuvres scéniques de divers compositeurs, créées pendant la période de Farinelli dans la péninsule ibérique - 8 volumes publiés
- Nicola Conforto - Nitteti. Madrid, 1756. Barcelone, 2012 ISMN: 979-0-69223-006-9
- Nicola Conforto - Siroe. Madrid, 1752. Barcelone, 2018 ISMN: 979-0-69223-010-6
- Nicola Conforto - La ninfa smarrita. Aranjuez, 1756. Barcelone 2013. ISMN: 979-0-69223-007-6
- Nicola Conforto - La Danza-La Pesca. Aranjuez, 1756. Barcelone, 2017 ISMN: 979-0-69223-044-1
- Antonio Mazzoni - Il re pastore. Madrid, 1756. Éditions : Barcelone, 2006, 2013 ISMN : 979-0-69223-005-2
- Baldassare GALUPPI - Didone abandonnata - Madrid, 1752. Barcelone, 2016 ISMN: 979-0-69223-011-3
- Giuseppe BONNO - L'isola disabitata. Aranjuez, 1753. Barcelone, 2013 ISMN: 979-0-69223-008-3
- Giovanni Battista MELE - Serenata per la ricuperata salute. Madrid, 1744. Barcelone, 2013 ISMN: 979-0-69223-021-2

### Domenico SCARLATTI(1685-1757) - Œuvres scéniques complètes - 2 volumes publiés
- Narciso. Barcelone, 1708. Éditions : Barcelone, 2001, 2013 ISMN : 979-0-69923-026-7
- Irene. Naples, 1704. Barcelone, 2025 ISMN: 979-0-69223-038-0

### Alessandro SCARLATTI(1660-1725) - Œuvres scéniques - 1 volume publié
- Mitridate Eupatore. Venise, 1707. Édition : Barcelone, 2013 ISMN : 979-0-69223-027-4

### Davide Perez (1711-1778). Œuvres scéniques - 1 volume publié
- Solimano. Lisbonne, 1768. Éditions : Barcelone, 2010, 2013 ISMN : 979-0-69223-003-8

### Bibliothèque OPERA HISPANIA - Œuvres scéniques de divers compositeurs - 2 volumes publiés
- Antonio de Literes LLITERES - Los Elementos. Madrid, 1706. Barcelone, 2014 ISMN: 979-0-69223-028-1
- José Lidon - Glaura y Coriolano. Madrid, 1791. Eds: Barcelone, 2000, 2012 ISMN: 979-0-69223-013-7